# Lange Max Museum
Het Lange Max Museum is een in 2014 geopend interactief oorlogsmuseum gevestigd op de beschermde locatie Site Lange Max in de Belgische gemeente Koekelare. De naam verwijst naar het Duitse kanon uit de Eerste Wereldoorlog van het type Lange Max dat in Koekelare lag. Het kanon was de grootste in zijn soort. Restanten van de geschutsbedding zijn gelegen op 200 meter van het museum.

## Thema

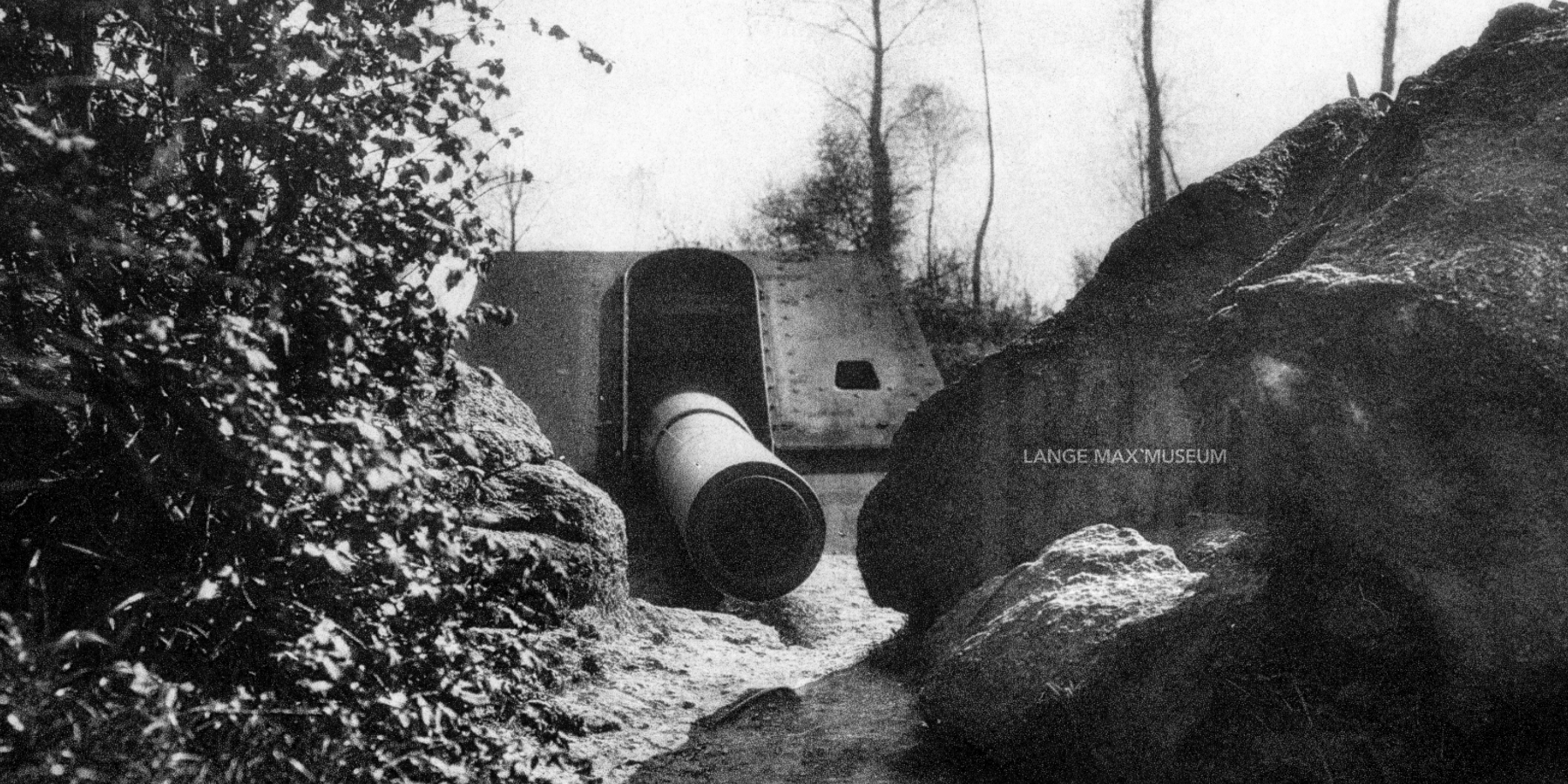
kanon Lange Max (Lange Max Museum)

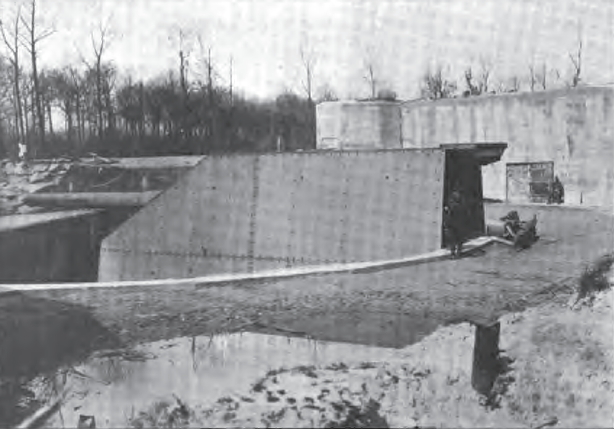
38-cm „Lange Max“ van Koekelare (Leugenboom), het grootste kanon ter wereld in 1917

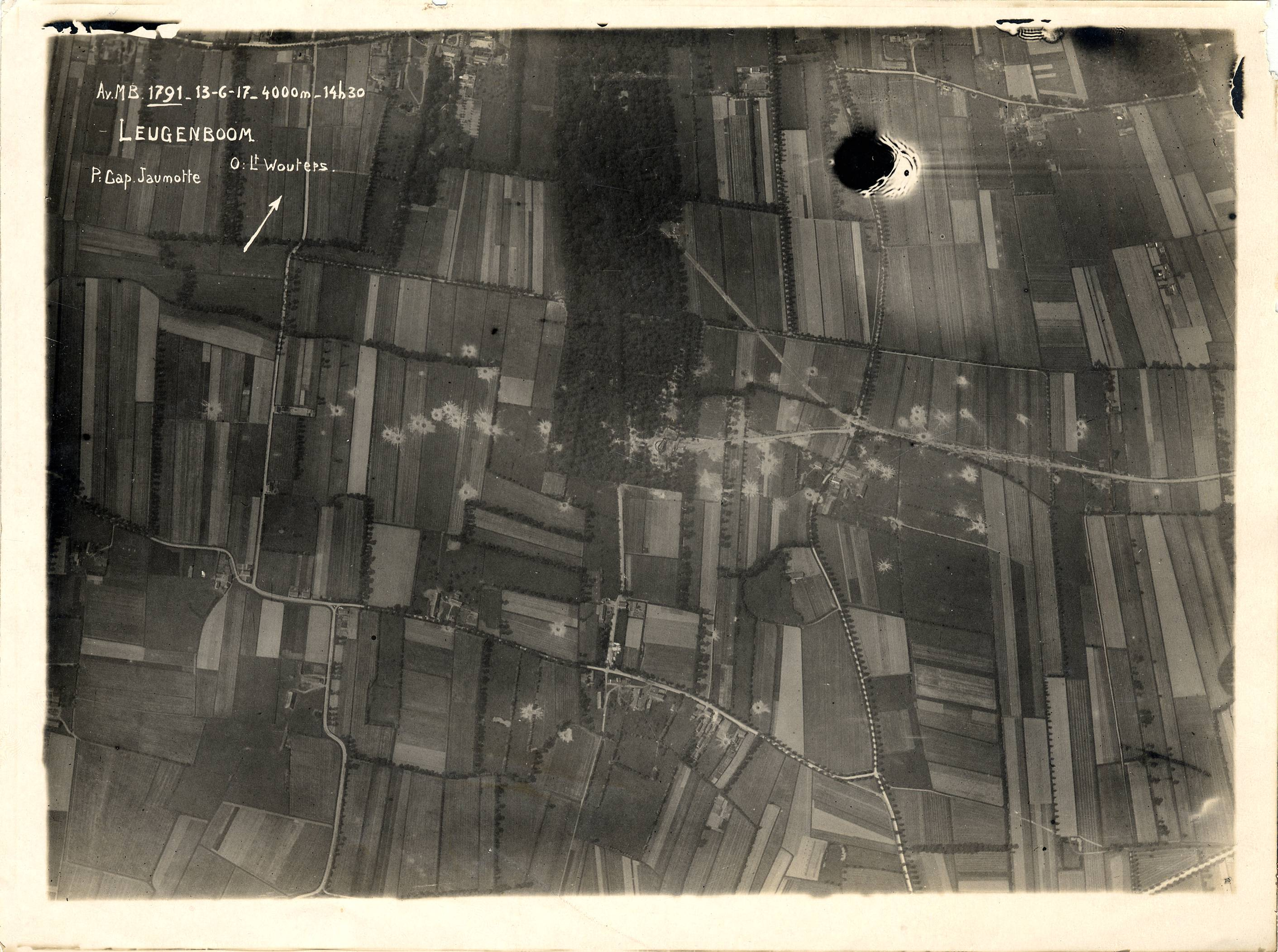
Luchtfoto van Batterij Pommern in Koekelare (1917)

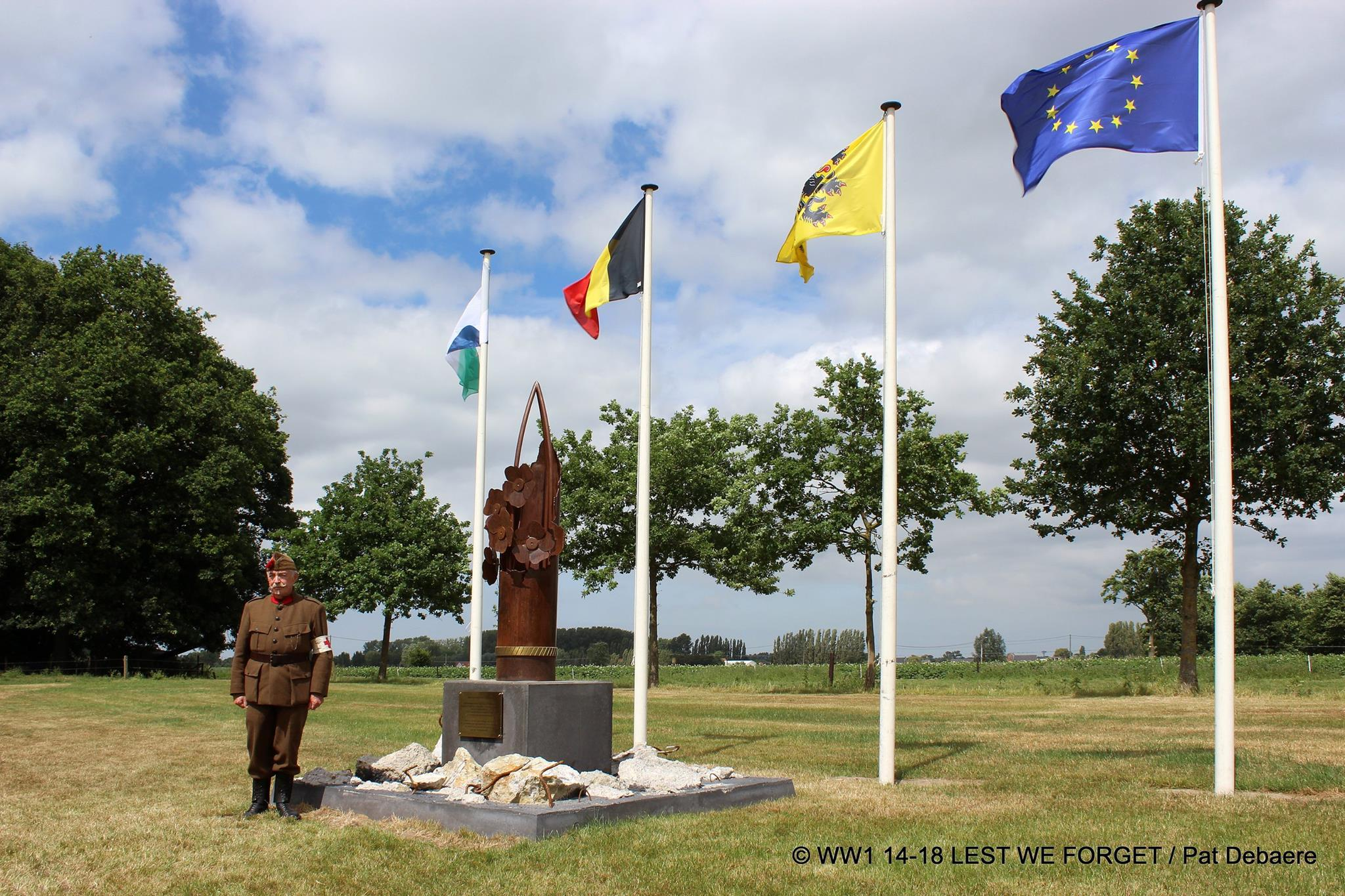
Herdenkingsmonument "Bloemen tegen het vergeten"

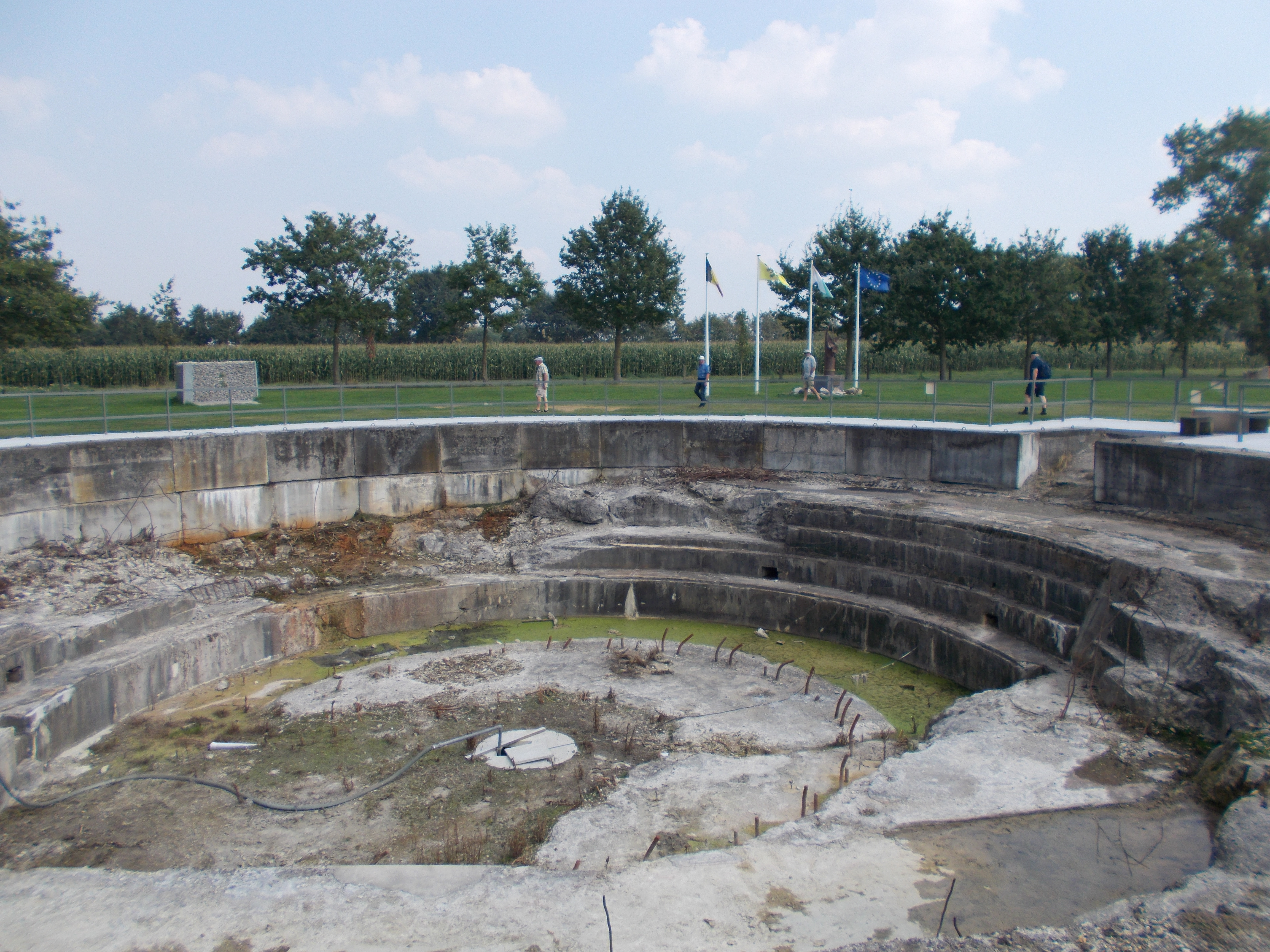
De restanten van het artillerieplatform van het gewezen Duitse kanon "Lange Max" in Koekelare.

Hoofdthema is de Batterie Pommern (Pommern Batterij) met het kanon Lange Max. Daarnaast krijgt de bezoeker kijk op de Duitse zijde van het Westelijk Front. De Duitse bezetting in Koekelare en de organisatie achter het front worden weergegeven in de tentoonstelling. Vooral de activiteiten aan de Duitse zijde worden belicht. Het museum beschikt over werkboekjes en audiogidsen voor het onderwijs.

## Site Lange Max
Op de site Lange Max zijn verschillende gebouwen te zien die beschermd zijn als onroerend erfgoed:
- Geschutsbedding Lange Max of Batterij Pommern[2]
- Boerenhuis/mess der officieren[3]
- Bakhuis[4][5]
- Lange Maxdreef: omgeving Lange Max[6]
- Herdenkingsmonument "Bloemen tegen het vergeten" (oorlogsmonument)
- Gerrit Germonpré-dreef + kunstwerken Gerrit Germonpré
- Vredesboom van Koekelare.

Daarnaast is er een cafetaria op de site aanwezig.

## Bezoekers
Tijdens het Interbellum was Batterij Pommern een van de meest bekende plaatsen van oorlogstoerisme in België. De site had een plaats in de Michelingids "L'Yser et la côte belge".
Lijst van bekende bezoekers:
- Winston Churchill, tijdens het Interbellum.
- Hirohito, 124e keizer van Japan.
- Margaret Hall
- Woodrow Wilson, 28e president van de Verenigde Staten.
- George V, koning van het Verenigd Koninkrijk (10 december 1918).[7]
- Edward VIII, Prins van Wales, koning van het Verenigd Koninkrijk (10 december 1918).[8]
- George VI, koning van het Verenigd Koninkrijk (10 december 1918).[8]
- Raymond Poincaré, president van Frankrijk ten tijde van de Eerste Wereldoorlog (9 november 1918).[9]
- Ferdinand Foch, maarschalk van Frankrijk.
- Jules-Louis Breton, Frans staatssecretaris voor Uitvindingen Interessant voor Nationale Defensie, staatssecretaris van Oorlog.
- Prins Leopold, toekomstig koning Leopold III van België (9 november 1918).[9]
- Mr. en Mevr. Alfred Thomas Sharp, Commonwealth Immigration Officer of Victoria.[10]
- William Washington Larsen, een afgevaardigde van de Verenigde Staten uit Georgia (congreslid) (1919).[11]
- Gordon Lee, een afgevaardigde van de Verenigde Staten uit Georgia (congreslid) (1919).[11]
- Geert Bourgeois, minister-president van Vlaanderen (oktober 2014).
- Eckart Cuntz, ambassadeur van Duitsland (8 november 2014).[12]
- Koninklijke Thaise ambassade van Brussel en Team Thailand (17 januari 2015).[13]
- Bart Tommelein,  viceminister-president en minister van Financiën, Begroting en Energie in de Vlaamse regering-Bourgeois (maart 2016).
- Sven Gatz, Vlaams minister van Cultuur, Jeugd, Media en Brussel (juni 2016).
- Paul Breyne, Ere-gouverneur provincie West-Vlaanderen, commissaris-generaal WO1 (24 juni 2017)

## Tijdelijke Tentoonstellingen
- Tijdelijke Tentoonstelling 2016 (2016-2017): "De gevolgen van de onderwaterzetting voor de Duitse oorlogsvoering"
- Tijdelijke Tentoonstelling 2017 (2017-2018): "De III. Flandernschlacht in de regio Diksmuide tot Lombardsijde"

## Prijzen en Erkenning
- 2014: Cultuurprijs (Gerdi Staelens, voor Lange Max Museum)[14]
- 2015: Raf Seys Prijs[15]
- 2015: Nominatie Erfgoedprijs 2015 Provincie West-Vlaanderen (bij 20 geselecteerde projecten uit 500 inzendingen).[16]
- 2016: Derde beste museum van België[17]

## Weblinks
- Officiële website